# Melipotis prunescens
Melipotis prunescens är en fjärilsart som beskrevs av George Francis Hampson 1926. Melipotis prunescens ingår i släktet Melipotis och familjen nattflyn. Inga underarter finns listade i Catalogue of Life.